# Nestier
Nestier település Franciaországban, Hautes-Pyrénées megyében. Lakosainak száma 203 fő (2022. január 1.). Nestier Anères, Bize, Hautaget, Montégut és Saint-Laurent-de-Neste községekkel határos.

## Népesség
A település népességének változása:
| Lakosok száma | 160  | 159  | 161  | 156  | 154  | 153  | 170  | 186  | 203  |
|               | 2013 | 2015 | 2016 | 2017 | 2018 | 2019 | 2020 | 2021 | 2022 |